# Dipartimento dell'Ems Occidentale
Dipartimento dell'Ems Occidentale era il nome di un dipartimento del Primo Impero francese, situato negli attuali Paesi Bassi e Germania. Il nome era dovuto al fatto che si affacciava sulla riva occidentale del tratto terminale del fiume Ems.
Fu creato il 1º gennaio 1811, in seguito all'annessione del Regno d'Olanda da parte della Francia; il capoluogo era Groninga.
Fu suddiviso negli arrondissement di Groninga, Appingedam, Assen e Winschoten.
Si stima che nel 1813 avesse 191 100 abitanti.
Il dipartimento fu eliminato dopo la sconfitta di Napoleone nel 1814. Il territorio fu suddiviso tra il neo costituiti Regno Unito dei Paesi Bassi, nel quale confluì la maggior parte del dipartimento, e Regno di Hannover nel quale confluì il cantone di Jemgum e parte del cantone di Weener. Il territorio dell'ex dipartimento corrisponde approssimativamente alle province della Groninga e Drenthe ed una piccola parte del land della Bassa Sassonia.